# Jacopo Da Riva
Jacopo Da Riva (Montebelluna, 27 ottobre 2000) è un calciatore italiano, centrocampista svincolato.

## Carriera

### Club
Cresciuto nel settore giovanile dell'Atalanta, debutta in prima squadra il 1º agosto 2020, in occasione dell'incontro di Serie A perso per 0-2 contro l'Inter, subentrando al 91' ad Alejandro Gómez. 11 giorni dopo ha anche esordito nelle competizioni europee, disputando l'incontro perso per 1-2 contro il Paris Saint-Germain, valido per i quarti di finale di Champions League, prendendo il posto di Duván Zapata all'82'.
Non riuscendo a trovare spazio in squadra, il 5 ottobre 2020 viene ceduto in prestito al Vicenza in Serie B.
Il 24 agosto 2021 viene girato in prestito alla SPAL, sempre in Serie B.
Il 1⁰ settembre 2022 passa in prestito al Como, con la cui maglia durante la stagione 2022-2023 realizza una rete in 20 partite giocate nel campionato di Serie B.
L'anno seguente trascorre mezza stagione in prestito alla Reggiana sempre nella serie cadetta; tuttavia con i granata disputa solo tre partite, perciò, nella sessione invernale di calciomercato, il prestito viene rescisso e lui fa ritorno a Bergamo, venendo aggregato alla rosa dell'Atalanta U23 (squadra Under-23 dei bergamaschi) in Serie C.
Il 9 luglio 2024 viene ceduto in prestito alla Juve Stabia.
Il 24 agosto 2024 il prestito viene rescisso e lui viene ceduto, sempre a titolo temporaneo, al Foggia.

### Nazionale
Il 6 giugno 2021 esordisce con la maglia della nazionale italiana Under-20, disputando da titolare l'amichevole vinta per 1-0 contro la nazionale sammarinese al San Marino Stadium.

## Statistiche

### Presenze e reti nei club
Statistiche aggiornate al 17 maggio 2025.
| Stagione        | Squadra         | Campionato      | Campionato | Campionato | Coppe nazionali | Coppe nazionali | Coppe nazionali | Coppe continentali | Coppe continentali | Coppe continentali | Altre coppe | Altre coppe | Altre coppe | Totale | Totale |
| Stagione        | Squadra         | Comp            | Pres       | Reti       | Comp            | Pres            | Reti            | Comp               | Pres               | Reti               | Comp        | Pres        | Reti        | Pres   | Reti   |
| --------------- | --------------- | --------------- | ---------- | ---------- | --------------- | --------------- | --------------- | ------------------ | ------------------ | ------------------ | ----------- | ----------- | ----------- | ------ | ------ |
| 2019-2020       | Atalanta        | A               | 1          | 0          | CI              | 0               | 0               | UCL                | 1                  | 0                  | -           | -           | -           | 2      | 0      |
| 2020-2021       | Vicenza         | B               | 17         | 3          | CI              | 1               | 0               | -                  | -                  | -                  | -           | -           | -           | 18     | 3      |
| 2021-2022       | SPAL            | B               | 25         | 2          | CI              | -               | -               | -                  | -                  | -                  | -           | -           | -           | 25     | 2      |
| 2022-2023       | Como            | B               | 20         | 1          | CI              | -               | -               | -                  | -                  | -                  | -           | -           | -           | 20     | 1      |
| 2023-feb. 2024  | Reggiana        | B               | 3          | 0          | CI              | 1               | 0               | -                  | -                  | -                  | -           | -           | -           | 4      | 0      |
| feb.-giu. 2024  | Atalanta U23    | C               | 3          | 0          | CI-C            | -               | -               | -                  | -                  | -                  | -           | -           | -           | 3      | 0      |
| ago. 2024       | Juve Stabia     | B               | 0          | 0          | CI              | 0               | 0               | -                  | -                  | -                  | -           | -           | -           | 0      | 0      |
| ago. 2024-2025  | Foggia          | C               | 22         | 0          | CI-C            | -               | -               | -                  | -                  | -                  | -           | -           | -           | 22     | 0      |
| Totale carriera | Totale carriera | Totale carriera | 89         | 6          |                 | 2               | 0               |                    | 1                  | 0                  |             | -           | -           | 94     | 6      |